# Pachyolpium brevipes
Pachyolpium brevipes är en spindeldjursart som först beskrevs av With 1907.  Pachyolpium brevipes ingår i släktet Pachyolpium och familjen Olpiidae. Inga underarter finns listade i Catalogue of Life.